# Амчасна
Амчасна (Ачмашня) — река в Новодугинском районе Смоленской области России. Левый приток Вазузы. Берёт начало южнее деревни Шаниха. На реке расположены деревни Харино и Пашечкино. Устье реки находится в 104 км по левому берегу реки Вавуза. Длина реки составляет 15 км, площадь водосборного бассейна 66,2 км².

## Данные водного реестра
По данным государственного водного реестра России относится к Верхневолжскому бассейновому округу, водохозяйственный участок реки — Вавуза от истока до Зубцовского гидроузла, без реки Яуза до Кармановского гидроузла, речной подбассейн реки — бассейны притоков (Верхней) Волги до Рыбинского водохранилища. Речной бассейн реки — (Верхняя) Волга до Куйбышевского водохранилища (без бассейна Оки).